# Klippbelonia
Klippbelonia (Belonia russula) är en lavart som beskrevs av Körb. ex Nyl. Klippbelonia ingår i släktet Belonia och familjen Gyalectaceae.  Arten är reproducerande i Sverige. Inga underarter finns listade i Catalogue of Life.